# Сан-Жуан-ди-Рей
Сан-Жуан-ди-Рей (порт. São João de Rei) —  район (фрегезия) в Португалии, входит в округ Брага. Является составной частью муниципалитета Повуа-ди-Ланьозу. Находится в составе крупной городской агломерации Большое Минью. По старому административному делению входил в провинцию Минью. Входит в экономико-статистический  субрегион Аве, который входит в Северный регион. Население составляет 435 человек на 2001 год. Занимает площадь 5,52 км².
Покровителем района считается Иоанн Креститель (порт. São João).